# Fertans
Fertans é uma comuna francesa na região administrativa de Borgonha-Franco-Condado, no departamento de Doubs. Estende-se por uma área de 8,19 km². Em 2010 a comuna tinha 275 habitantes (densidade: 33,6 hab./km²).